# 송촌 나들목
송촌 나들목(Songchon Interchange IC)은 경기도 파주시 교하동에 설치될 예정인 수도권제2순환고속도로의 교차로이다. 2027년 12월에 개통될 예정이다.

## 구조물 정보
- 위치 : 경기도 파주시 송촌동

## 접속하는 도로
- 소라지로